# Bryconaethiops microstoma
Bryconaethiops microstoma es una especie de peces de la familia Alestidae en el orden de los Characiformes.

## Morfología
Los machos pueden llegar alcanzar los 17,2 cm de longitud total.

## Hábitat
Es un pez de agua dulce y de clima tropical (24 °C-28 °C).

## Distribución geográfica
Se encuentran en África: lago Kivu (Ruanda), río Ogowe (Gabón) y el Camerún.